# Pip (South Park)
A Pip (Pip) a South Park című rajzfilmsorozat 62. része (a 4. évad 14. epizódja). Elsőként 2000. november 29-én sugározták az Amerikai Egyesült Államokban.

## Cselekmény
Ebben az epizódban Charles Dickens „Szép remények” című művének feldolgozása látható, Pip főszereplésével, Malcolm McDowell elbeszélésében.

## Magyar hangok
- Pip - Molnár Levente

- Estella - Nemes Takách Kata

- Pocket - Minárovics Péter

- Joe - Széles Tamás

- Malcolm McDowell - Újréti László